# ジェットエアウェイズ
ジェットエアウェイズ（Jet Airways）は、インドの航空会社。資金難により2019年4月18日から全便の運航を停止し、インド倒産法による清算手続きが始まった。2021年9月現在、2022年第1四半期からの運航再開が計画されていると報じられている。

## 概要
2019年4月18日より、すべての国内線と国際線の運航を停止している。
ムンバイをハブ（本拠地）とし、インドの民間航空会社の中では大手であった。
航空券の座席予約システム（CRS）はSABREを利用していた。

## 歴史
1992年4月1日に設立されたジェットエアウェイズは、1993年5月5日に4機のボーイング737-300で商業運航を開始した。ヨーロッパ・北米路線を就航させ、インド第2の航空会社となるなど、国営航空会社のみであったインドの航空業界に少なからず影響をもたらしたといわれている。
インドでは、同国国営のフラッグ・キャリアであるエア・インディアが主要エアラインであったが、欠航率や延着率が高いことがネックとなっていた。これに対し、ジェットエアウェイズは高い定時性を売りに、ビジネスマンなど時間に余裕のない顧客から支持を得て、2007年のインド国内における航空シェアは24.2%でトップとなった。翌2008年の調査ではキングフィッシャー航空とエア・デカンの合併の影響で22.7%と若干シェアを落としたものの、エア・インディアの14.7%をしのぎ、インド国内でのトップシェアを守った。格安航空会社が台頭する近年においても、2013年4月の調査では子会社を含めて22.6％となっており、IndiGoに続く2位につけていた。
2006年にエア・サハラを買収してジェットライトに社名変更した。2012年3月には、自社の格安航空部門であるジェットエアウェイズ・コネクト(Jet Airways Konnect)と統合し、「ジェットコネクト(JetKonnect)」に再変更している。
2008年4月からは香港へも就航した。また、インドと北米を結ぶ路線に関しては、従来からのヨーロッパ経由に加え、アジア、太平洋経由での上海経由サンフランシスコ線を運航していた（後に運休）。
2013年11月、エティハド航空がジェットエアウェイズの株式を取得後は同社との連携を強化、2014年10月に立ち上げた“エティハド航空パートナーズ”にも参加した。なお、他国の航空会社との連携に関し、ジェットエアウェイズがスターアライアンスに加盟する可能性も報じられていた。
2014年12月からは単一ブランド戦略に伴い、ジェットコネクトについてもフルサービスに転換した。
2019年4月17日深夜（ムンバイ時間）、燃料費や各サービスにかかる費用を調達できなくなったため、すべての国内線、国際線の運航を4月18日から停止すると発表した。ジェットエアウェイズの声明では運航停止は一時的としていたものの、資金不足に陥っており、つなぎ資金を調達できない限り運航は不可能であった。最終便は、アムリトサルを発ち、4月18日にムンバイに到着したフライトだった。
2019年6月20日、同社はインド倒産法(the Insolvency and Bankruptcy Code)による清算手続きに入った。
2021年9月、ジェットエアウェイズが2022年第1四半期から国内線および近距離国際線の運航再開を計画していることが報じられた。
2024年、インド最高裁判所がJETAIRWAYSに対し解散を命令。

## 保有機材

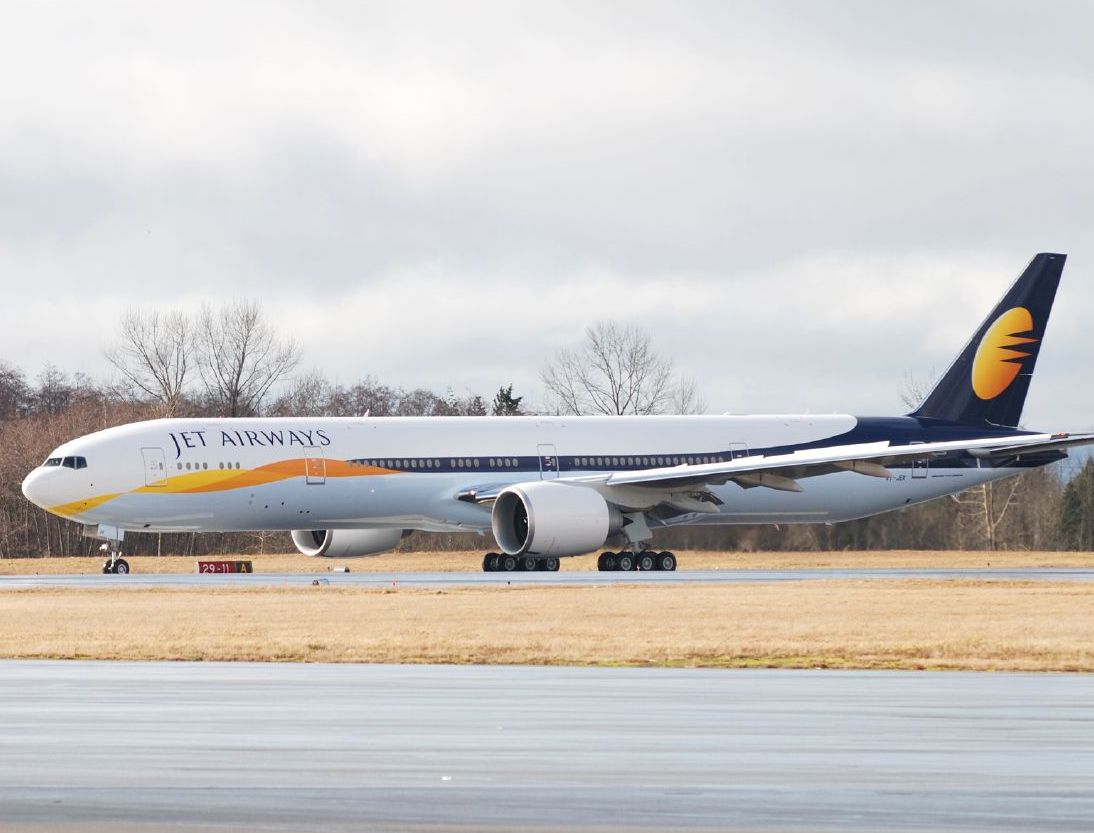
ボーイング777-300ER

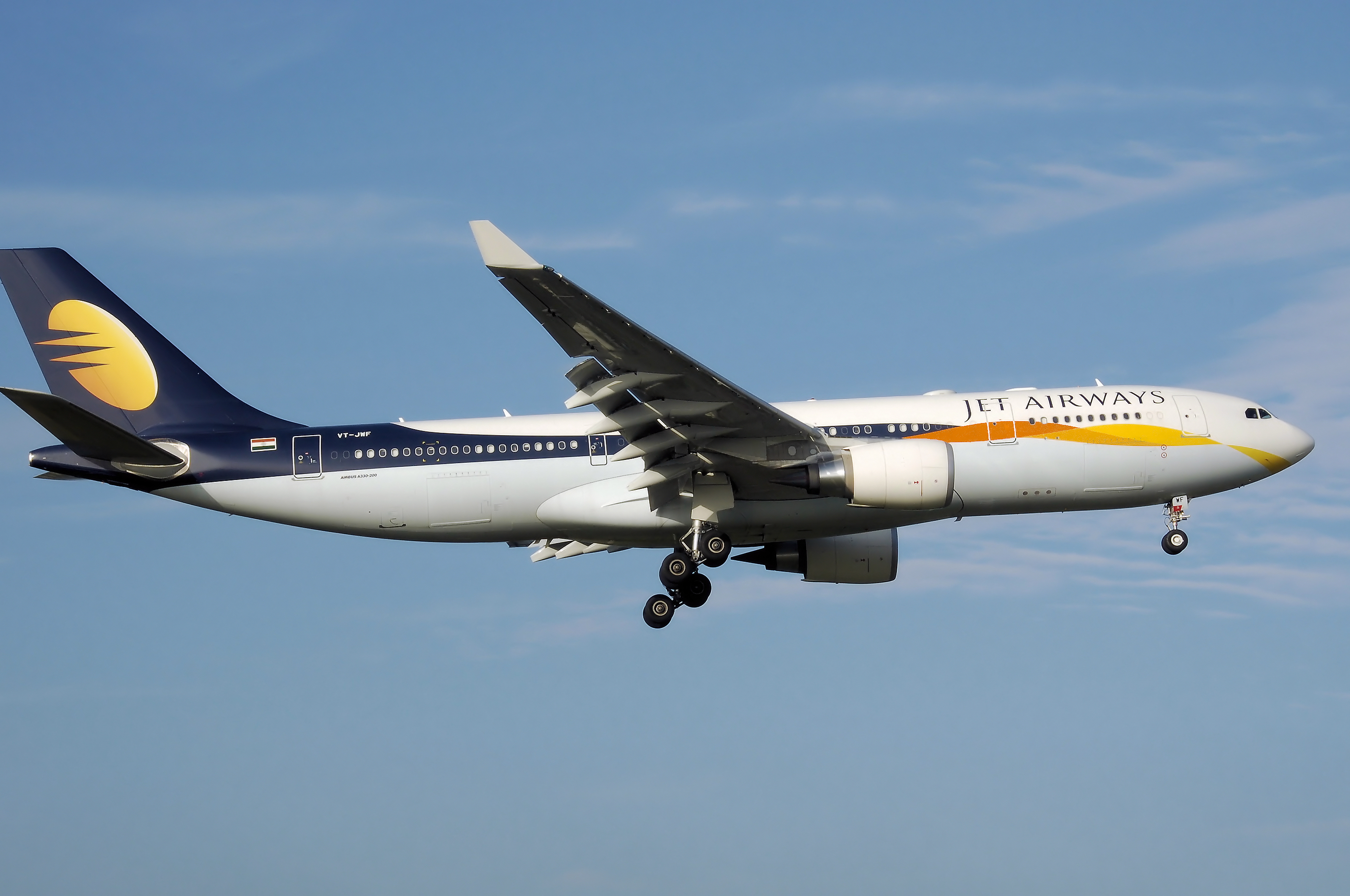
エアバスA330-200型機

2020年3月現在、全機運用停止となっている。
| 機材名               | 保有数 | 発注数 | 座席数 | 座席数 | 座席数 | 座席数 | 特記                                         |  |
| 機材名               | 保有数 | 発注数 | F      | B      | Y      | 計     | 特記                                         |  |
| -------------------- | ------ | ------ | ------ | ------ | ------ | ------ | -------------------------------------------- |  |
| エアバスA320neo      | 0      | 20     | TBA    | TBA    | TBA    | TBA    | 運行再開後納入予定                           |  |
| ボーイング 737-800   | 2      | —      | ―      | 12     | 156    | 168    | 一部機材はスパイスジェット及びビスタラが購入 |  |
| ボーイング 737-900   | 1      | —      | ―      | 28     | 138    | 166    |                                              |  |
| ボーイング 777-300ER | 5      | —      | 8      | 30     | 308    | 346    |                                              |  |
| 合計                 | 14     | —      |        |        |        |        |                                              |  |

## 路線
2020年2月現在、全ての便の運航を停止している。
| ジェットエアウェイズ 就航都市 (2018年8月現在) | ジェットエアウェイズ 就航都市 (2018年8月現在) | ジェットエアウェイズ 就航都市 (2018年8月現在)         | ジェットエアウェイズ 就航都市 (2018年8月現在)                                    |
| --------------------------------------------- | --------------------------------------------- | ----------------------------------------------------- | -------------------------------------------------------------------------------- |
| 州・国名                                      | 都市                                          | 空港名                                                | 特記                                                                             |
| インド 国内線                                 |                                               |                                                       |                                                                                  |
| デリー首都圏                                  | デリー                                        | インディラ・ガンディー国際空港                        | ハブ空港                                                                         |
| アッサム州                                    | グワーハーティー                              | ロクプリヤ・ ゴピナート・ボルドロイ国際空港           | —                                                                                |
| アッサム州                                    | ジョールハート                                | ジョールハート空港                                    | —                                                                                |
| アッサム州                                    | シルチャル                                    | シルチャル空港                                        | —                                                                                |
| ビハール州                                    | パトナ                                        | ジャイ・プラカシュ・ナラヤン国際空港                  | —                                                                                |
| チャンディーガル連邦直轄領                    | チャンディーガル                              | チャンディーガル空港                                  | —                                                                                |
| チャッティースガル州                          | ラーイプル                                    | スワミ・ヴィヴェカナンダ空港                          | —                                                                                |
| ゴア州                                        | ゴア                                          | ダボリム空港                                          | —                                                                                |
| グジャラート州                                | アフマダーバード                              | サルダール・ヴァッラブバーイー・パテール国際空港      | —                                                                                |
| グジャラート州                                | ブジ                                          | ブジ空港                                              | —                                                                                |
| グジャラート州                                | ラージコート                                  | ラージコート空港                                      | —                                                                                |
| グジャラート州                                | ヴァドーダラー                                | ヴァドーダーラー空港                                  | —                                                                                |
| ジャンムー・カシミール州                      | レー                                          | クショク・バクラ・リンポチェ空港                      | —                                                                                |
| ジャンムー・カシミール州                      | シュリーナガル                                | シュリーナガル空港                                    | —                                                                                |
| カルナータカ州                                | ベンガルール                                  | ケンペゴウダ国際空港                                  | ハブ空港                                                                         |
| カルナータカ州                                | マンガロール                                  | マンガロール国際空港                                  | —                                                                                |
| ケーララ州                                    | コーチ                                        | コーチ国際空港                                        | —                                                                                |
| ケーララ州                                    | コーリコード                                  | カリカット国際空港                                    | —                                                                                |
| ケーララ州                                    | ティルヴァナンタプラム                        | トリバンドラム国際空港                                | —                                                                                |
| マディヤ・プラデーシュ州                      | ボーパール                                    | ボーパール空港                                        | —                                                                                |
| マディヤ・プラデーシュ州                      | インドール                                    | デーヴィー・アヒリヤー・バーイー・ホールカル空港      | —                                                                                |
| マディヤ・プラデーシュ州                      | カジュラーホー                                | カジュラーホー空港                                    | —                                                                                |
| マハーラーシュトラ州                          | アウランガーバード                            | アウランガーバード空港                                | —                                                                                |
| マハーラーシュトラ州                          | ムンバイ                                      | チャトラパティ・シヴァージー国際空港                  | ハブ空港                                                                         |
| マハーラーシュトラ州                          | ナーグプル                                    | ドクター・バーバー・サーハブ・ アンベードカル国際空港 | —                                                                                |
| マハーラーシュトラ州                          | ナーシク                                      | ナーシク空港                                          | —                                                                                |
| マハーラーシュトラ州                          | プネー                                        | プネー国際空港                                        | —                                                                                |
| マニプル州                                    | インパール                                    | インパール国際空港                                    | —                                                                                |
| ミゾラム州                                    | アイゾール                                    | レンプイ空港                                          | —                                                                                |
| パンジャーブ州                                | アムリトサル                                  | シュリー・グル・ラーム・ダース・ジー国際空港          | —                                                                                |
| ラージャスターン州                            | ジャイプール                                  | ジャイプール国際空港                                  | —                                                                                |
| ラージャスターン州                            | ジョードプル                                  | ジョードプル空港                                      | —                                                                                |
| ラージャスターン州                            | ウダイプル                                    | マハラナ・プラタップ国際空港                          | —                                                                                |
| タミル・ナードゥ州                            | チェンナイ                                    | チェンナイ国際空港                                    | ハブ空港                                                                         |
| タミル・ナードゥ州                            | コインバトール                                | コインバトール国際空港                                | —                                                                                |
| タミル・ナードゥ州                            | マドゥライ                                    | マドゥライ国際空港                                    | —                                                                                |
| タミル・ナードゥ州                            | ティルチラーパッリ                            | ティルチラーパッリ国際空港                            | —                                                                                |
| テランガーナ州                                | ハイデラバード                                | ラジーヴ・ガンディー国際空港                          | —                                                                                |
| ウッタラーカンド州                            | デヘラードゥーン                              | ジョリー・グラント空港                                | —                                                                                |
| ウッタル・プラデーシュ州                      | ラクナウ                                      | チョードリー・チャラン・シン空港                      | —                                                                                |
| ウッタル・プラデーシュ州                      | ヴァーラーナシー                              | ラール・バハードゥル・シャーストリー空港              | —                                                                                |
| 西ベンガル州                                  | シリグリ（バグドグラ）                        | バグドグラ空港                                        | —                                                                                |
| 西ベンガル州                                  | コルカタ                                      | ネータージー・スバース・チャンドラ・ボース国際空港    | ハブ空港                                                                         |
| 国際線                                        |                                               |                                                       |                                                                                  |
| アジア圏                                      |                                               |                                                       |                                                                                  |
| バーレーン                                    | マナーマ                                      | バーレーン国際空港                                    | ムンバイ線                                                                       |
| バングラデシュ                                | ダッカ                                        | シャージャラル国際空港                                | デリー、コルカタ、ムンバイ線                                                     |
| 香港                                          | 香港                                          | 香港国際空港                                          | デリー、ムンバイ線                                                               |
| クウェート                                    | クウェート                                    | クウェート国際空港                                    | ムンバイ線                                                                       |
| ネパール                                      | カトマンズ                                    | トリブバン国際空港                                    | デリー、ムンバイ線                                                               |
| オマーン                                      | マスカット                                    | マスカット国際空港                                    | デリー、コーチ、ムンバイ、ティルヴァナンタプラム線                               |
| カタール                                      | ドーハ                                        | ハマド国際空港                                        | デリー、コーチ、コーリコード、ムンバイ、ティルヴァナンタプラム線                 |
| サウジアラビア                                | ダンマーム                                    | キング・ファハド国際空港                              | デリー、ハイデラバード、コーチ、コーリコード、ムンバイ、ティルヴァナンタプラム   |
| サウジアラビア                                | ジッダ                                        | キング・アブドゥルアズィーズ国際空港                  | ムンバイ線                                                                       |
| サウジアラビア                                | リヤド                                        | キング・ハーリド国際空港                              | デリー、ムンバイ線                                                               |
| シンガポール                                  | シンガポール                                  | シンガポール・チャンギ国際空港                        | チェンナイ、ベンガルール、デリー、ムンバイ線                                     |
| スリランカ                                    | コロンボ                                      | バンダラナイケ国際空港                                | ベンガルール、ムンバイ線                                                         |
| タイ                                          | バンコク                                      | スワンナプーム国際空港                                | デリー、ムンバイ線                                                               |
| アラブ首長国連邦                              | アブダビ                                      | アブダビ国際空港                                      | デリー、ゴア、ハイデラバード、コーチ、ラクナウ、マンガロール、ムンバイ、プネー線 |
| アラブ首長国連邦                              | ドバイ                                        | ドバイ国際空港                                        | デリー、コーチ、マンガロール、ムンバイ線                                         |
| アラブ首長国連邦                              | シャールジャ                                  | シャールジャ国際空港                                  | コーチ線                                                                         |
| アジア外                                      |                                               |                                                       |                                                                                  |
| フランス                                      | パリ                                          | シャルル・ド・ゴール国際空港                          | チェンナイ、ムンバイ線                                                           |
| オランダ                                      | アムステルダム                                | アムステルダム・スキポール空港                        | ベンガルール、デリー、ムンバイ、トロント線                                       |
| イギリス                                      | ロンドン                                      | ロンドン・ヒースロー空港                              | デリー、ムンバイ線                                                               |
| イギリス                                      | マンチェスター                                | マンチェスター国際空港                                | 2018年11月5日就航予定                                                            |
| カナダ                                        | トロント                                      | トロント・ピアソン国際空港                            | アムステルダム、デリー線                                                         |
| 休止路線                                      |                                               |                                                       |                                                                                  |
| アーンドラ・プラデーシュ州                    | ラージャムンドリー                            | ラージャムンドリー空港                                | —                                                                                |
| アーンドラ・プラデーシュ州                    | ティルパティ                                  | ティルパティ空港                                      | —                                                                                |
| アーンドラ・プラデーシュ州                    | ヴィジャヤワーダ                              | ヴィジャヤワーダ空港                                  | —                                                                                |
| アーンドラ・プラデーシュ州                    | ヴィシャーカパトナム                          | ヴィシャーカパトナム空港                              | —                                                                                |
| ダマン・ディーウ連邦直轄領                    | ディーウ                                      | ディーウ空港                                          | —                                                                                |
| グジャラート州                                | バーヴナガル                                  | バーヴナガル空港                                      | —                                                                                |
| グジャラート州                                | カンドラ                                      | カンドラ空港                                          | —                                                                                |
| グジャラート州                                | ケショード                                    | ケショード空港                                        | —                                                                                |
| グジャラート州                                | ポールバンダル                                | ポールバンダル空港                                    | —                                                                                |
| ジャンムー・カシミール州                      | ジャンムー                                    | ジャンムー空港                                        | —                                                                                |
| ジャールカンド州                              | ラーンチー                                    | ブリサムンダ空港                                      | —                                                                                |
| オリッサ州                                    | ブヴァネーシュヴァル                          | ビジュー・パトナイク国際空港                          | —                                                                                |
| トリプラ州                                    | アガルタラ                                    | アガルタラ空港                                        | —                                                                                |
| ウッタル・プラデーシュ州                      | ゴーラクプル                                  | ゴーラクプル空港                                      | —                                                                                |
| アンダマン・ニコバル諸島連邦直轄領            | ポートブレア                                  | ビアー・サバーカー国際空港                            | —                                                                                |
| 中国                                          | 上海                                          | 上海浦東国際空港                                      |                                                                                  |
| ベトナム                                      | ホーチミンシティ                              | タンソンニャット国際空港                              |                                                                                  |
| ベルギー                                      | ブリュッセル                                  | ブリュッセル国際空港                                  |                                                                                  |
| イタリア                                      | ミラノ                                        | ミラノ・マルペンサ空港                                |                                                                                  |
| 南アフリカ共和国                              | ヨハネスブルク                                | O・R・タンボ国際空港                                  |                                                                                  |
| アメリカ合衆国                                | サンフランシスコ                              | サンフランシスコ国際空港                              |                                                                                  |
| アメリカ合衆国                                | ニューアーク                                  | ニューアーク・リバティー国際空港                      |                                                                                  |
| アメリカ合衆国                                | ニューヨーク                                  | ジョン・F・ケネディ国際空港                           |                                                                                  |
| 国内線43都市 国際線20都市 計63都市            |                                               |                                                       |                                                                                  |

日本への就航はなかったが、全日本空輸とコードシェア及びマイレージ提携を行っていた。

## マイレージサービス
ジェット・プリヴィレッジという名前のマイレージサービスを運営していた。パートナーは以下の通り。
太字はエティハド航空パートナーズ加盟航空会社。
- エールフランス
- ニュージーランド航空
- エア・セルビア
- セーシェル航空
- アリタリア-イタリア航空
- 全日本空輸
- アメリカン航空
- オーストリア航空
- バンコク・エアウェイズ
- ブリュッセル航空
- キャセイパシフィック航空
- キャセイドラゴン航空
- エミレーツ航空
- エティハド航空

- ガルーダ・インドネシア航空
- ガルフ・エア
- ケニア航空
- KLMオランダ航空
- 大韓航空
- ルフトハンザドイツ航空
- マレーシア航空
- カンタス航空
- 南アフリカ航空
- スイス インターナショナル エアラインズ
- ターキッシュ エアラインズ
- ユナイテッド航空
- ベトナム航空
- ヴァージン・アトランティック航空

## 受賞歴
- 1997年7月 1996-1997年度 IATA国内ベスト航空会社
- 1998年11月 インド国内ベストエアライン 国際ブランドサミット（International Brand Summit）
- 2003年1月  旅行ホスピタリティー部門のインドで最も尊敬する会社に選出 (Business Weekly Businessworld)
- 2004年2月  国内航空部門 (Business Traveller Awards)
  - ベスト ビジネスクラス
  - ベスト エコノミークラス
  - ベスト 地上機内サービス
- 2008年　CNBC Awaaz Travel Awards 2008
  - ベスト ビジネスクラス
  - ベスト エコノミークラス
- 2014年　CNBC Awaaz Travel Awards 2014
  - 国内線ベストエアライン